# Olympische Sommerspiele 1952/Leichtathletik – 200 m (Frauen)
Der 200-Meter-Lauf der Frauen bei den Olympischen Spielen 1952 in Helsinki wurde am 25. und 26. Juli 1952 im Olympiastadion in Helsinki ausgetragen. 38 Athletinnen nahmen teil.
Olympiasiegerin wurde die Australierin Marjorie Jackson vor der Niederländerin Bertha Brouwer. Bronze gewann die sowjetische Läuferin Nadeschda Chnykina.

## Rekorde

### Bestehende Rekorde

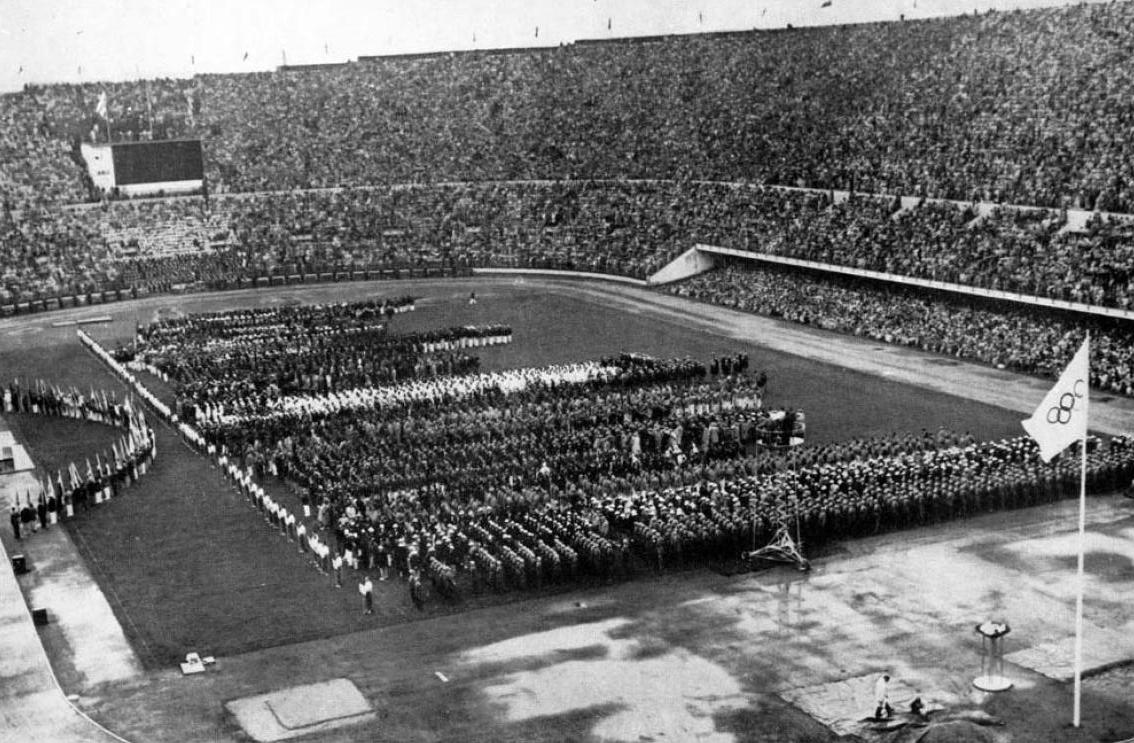
Eröffnungsfeier bei den Olympischen Spielen in Helsinki

| Weltrekord         | 23,6 s | Stanisława Walasiewicz ( Polen)    | Warschau, Polen                      | 4. August 1935 |
| Olympischer Rekord | 24,3 s | Fanny Blankers-Koen ( Niederlande) | Halbfinale OS London, Großbritannien | 5. August 1948 |

### Rekordverbesserungen
Der bestehende olympische Rekord und dann auch der bestehende Weltrekord wurden egalisiert und verbessert.
- Olympischer Rekord:
  - 24,3 s (egalisiert) – Nadeschda Chnykina (Sowjetunion), zweiter Vorlauf am 25. Juli
  - 23,6 s – Marjorie Jackson (Australien), dritter Vorlauf am 25. Juli
  - 23,4 s – Marjorie Jackson (Australien), erstes Halbfinale am 26. Juli
- Weltrekord:
  - 23,6 s (egalisiert) – Marjorie Jackson (Australien), dritter Vorlauf am 25. Juli
  - 23,4 s – Marjorie Jackson (Australien), erstes Halbfinale am 26. Juli

## Durchführung des Wettbewerbs
Die Läuferinnen traten am 25. Juli zu sieben Vorläufen an. Die jeweils zwei besten Athletinnen – hellblau unterlegt – erreichten das Halbfinale. Die beiden Vorentscheidungen und das Finale wurden am 21. Juli durchgeführt. In den Halbfinals qualifizierten sich die jeweils ersten drei Starterinnen – wiederum hellblau unterlegt – für das Finale.

## Zeitplan
25. Juli, 15:20 Uhr: Vorläufe

26. Juli, 15:00 Uhr: Halbfinale

26. Juli, 17:40 Uhr: Finale

## Vorläufe
Datum: 25. Juli 1952, ab 15.20 Uhr

### Vorlauf 1
| Platz | Name              | Nation         | Offizielle Zeit handgestoppt | Inoffizielle Zeit elektronisch |
| ----- | ----------------- | -------------- | ---------------------------- | ------------------------------ |
| 1     | Sylvia Cheeseman  | Großbritannien | 24,9 s                       | 25,03 s                        |
| 2     | Ursula Knab       | BR Deutschland | 25,0 s                       | 25,26 s                        |
| 3     | Zvetana Berkovska | Bulgarien      | 25,2 s                       | 25,49 s                        |
| 4     | Gladys Erbetta    | Argentinien    | 25,6 s                       | 25,83 s                        |
| 5     | Flora Kasanzewa   | Sowjetunion    | 25,7 s                       | 25,92 s                        |
| 5     | Maria Arndt       | Polen          | 25,9 s                       | 26,29 s                        |

### Vorlauf 2
| Platz | Name               | Nation         | Offizielle Zeit handgestoppt | Inoffizielle Zeit elektronisch |
| ----- | ------------------ | -------------- | ---------------------------- | ------------------------------ |
| 1     | Nadeschda Chnykina | Sowjetunion    | 24,3 s ORe                   | 24,47 s                        |
| 2     | Helga Klein        | BR Deutschland | 24,6 s0000                   | 24,83 s                        |
| 3     | Deyse de Castro    | Brasilien      | 25,0 s0000                   | 25,22 s                        |
| 4     | Frances O’Halloran | Kanada         | 25,2 s0000                   | 25,48 s                        |
| 5     | Grietje de Jongh   | Niederlande    | 25,2 s0000                   | 25,48 s                        |
| 6     | Emma Konrad        | Rumänien       | 25,8 s0000                   | 26,04 s                        |

### Vorlauf 3
| Platz | Name                | Nation         | Offizielle Zeit handgestoppt | Inoffizielle Zeit elektronisch |
| ----- | ------------------- | -------------- | ---------------------------- | ------------------------------ |
| 1     | Marjorie Jackson    | Australien     | 23,6 s WRe/OR                | 23,73 s                        |
| 2     | Catherine Hardy     | USA            | 24,8 s                       | 24,91 s                        |
| 3     | Patricia Devine     | Großbritannien | 25,1 s                       | 25,25 s                        |
| 4     | Anne-Marie Lousteau | Frankreich     | 25,5 s                       | 25,78 s                        |
| 5     | Olga Gyarmati       | Ungarn         | 25,5 s                       | 25,77 s                        |
| 6     | Vera Martelli       | Italien        | 26,1 s                       | 26,53                          |
| 7     | Mary D’Souza        | Indien         | 26,3 s                       | 26,80 s                        |

### Vorlauf 4
| Platz | Name              | Nation         | Offizielle Zeit handgestoppt | Inoffizielle Zeit elektronisch |
| ----- | ----------------- | -------------- | ---------------------------- | ------------------------------ |
| 1     | Bertha Brouwer    | Niederlande    | 24,6 s                       | 24,81 s                        |
| 2     | Marcelle Gabarrus | Frankreich     | 25,3 s                       | 25,49 s                        |
| 3     | Ann Johnson       | Großbritannien | 25,3 s                       | 25,59 s                        |
| 4     | Adriana Millard   | Chile          | 25,4 s                       | 25,58 s                        |
| 5     | Graviola Ewing    | Guatemala      | 26,9 s                       | 27,02 s                        |
| DNS   | Maria Sander      | BR Deutschland |                              |                                |
| DNS   | Maria Musso       | Italien        |                              |                                |

### Vorlauf 5
| Platz | Name                | Nation      | Offizielle Zeit handgestoppt | Inoffizielle Zeit elektronisch |
| ----- | ------------------- | ----------- | ---------------------------- | ------------------------------ |
| 1     | Eulalia Szwajkowska | Polen       | 25,5 s                       | 25,60 s                        |
| 2     | Eleanor McKenzie    | Kanada      | 25,5 s                       | 25,66 s                        |
| 3     | Alexandra Sicoe     | Rumänien    | 25,6 s                       | 25,82 s                        |
| 4     | Lilián Heinz        | Argentinien | 25,8 s                       | 26,00 s                        |
| 5     | Pirkko Länsivuori   | Finnland    | 27,5 s                       | 27,66 s                        |
| DNF   | Dolores Dwyer       | USA         |                              |                                |
| DNS   | Shirley Strickland  | Australien  |                              |                                |

### Vorlauf 6
| Platz | Name              | Nation                | Offizielle Zeit handgestoppt | Inoffizielle Zeit elektronisch |
| ----- | ----------------- | --------------------- | ---------------------------- | ------------------------------ |
| 1     | Daphne Hasenjager | Südafrikanische Union | 24,4 s                       | 24,58 s                        |
| 2     | Winsome Cripps    | Australien            | 24,4 s                       | 24,54 s                        |
| 3     | Mae Faggs         | USA                   | 24,5 s                       | 24,71 s                        |
| 4     | Hyacinth Walters  | Jamaika               | 25,4 s                       | 25,59 s                        |
| DNS   | Sonja Prétôt      | Schweiz               |                              |                                |
| DNS   | Jorun Tangen      | Norwegen              |                              |                                |

### Vorlauf 7
| Platz | Name                  | Nation      | Offizielle Zeit handgestoppt | Inoffizielle Zeit elektronisch |
| ----- | --------------------- | ----------- | ---------------------------- | ------------------------------ |
| 1     | Jewgenija Setschenowa | Sowjetunion | 25,4 s                       | 25,46 s                        |
| 2     | Luella Law            | Kanada      | 25,7 s                       | 25,82 s                        |
| 3     | Klára Soós            | Ungarn      | 25,8 s                       | 26,05 s                        |
| 4     | Genowefa Minicka      | Polen       | 25,9 s                       | 26,17 s                        |
| DNS   | Lilián Buglia         | Argentinien |                              |                                |
| DNS   | Fanny Blankers-Koen   | Niederlande |                              |                                |

## Halbfinale
Datum: 26. Juli 1952, ab 15:00 Uhr

### Lauf 1

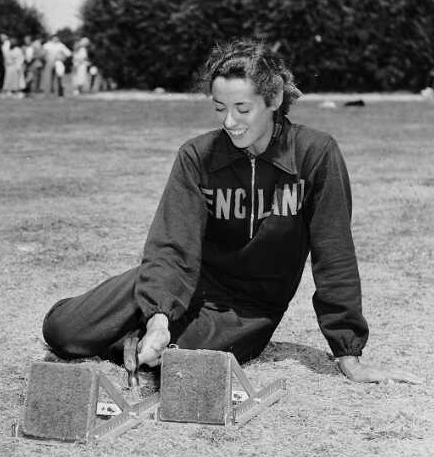
Sylvia Cheeseman – ausgeschieden als Vierte des ersten Halbfinals
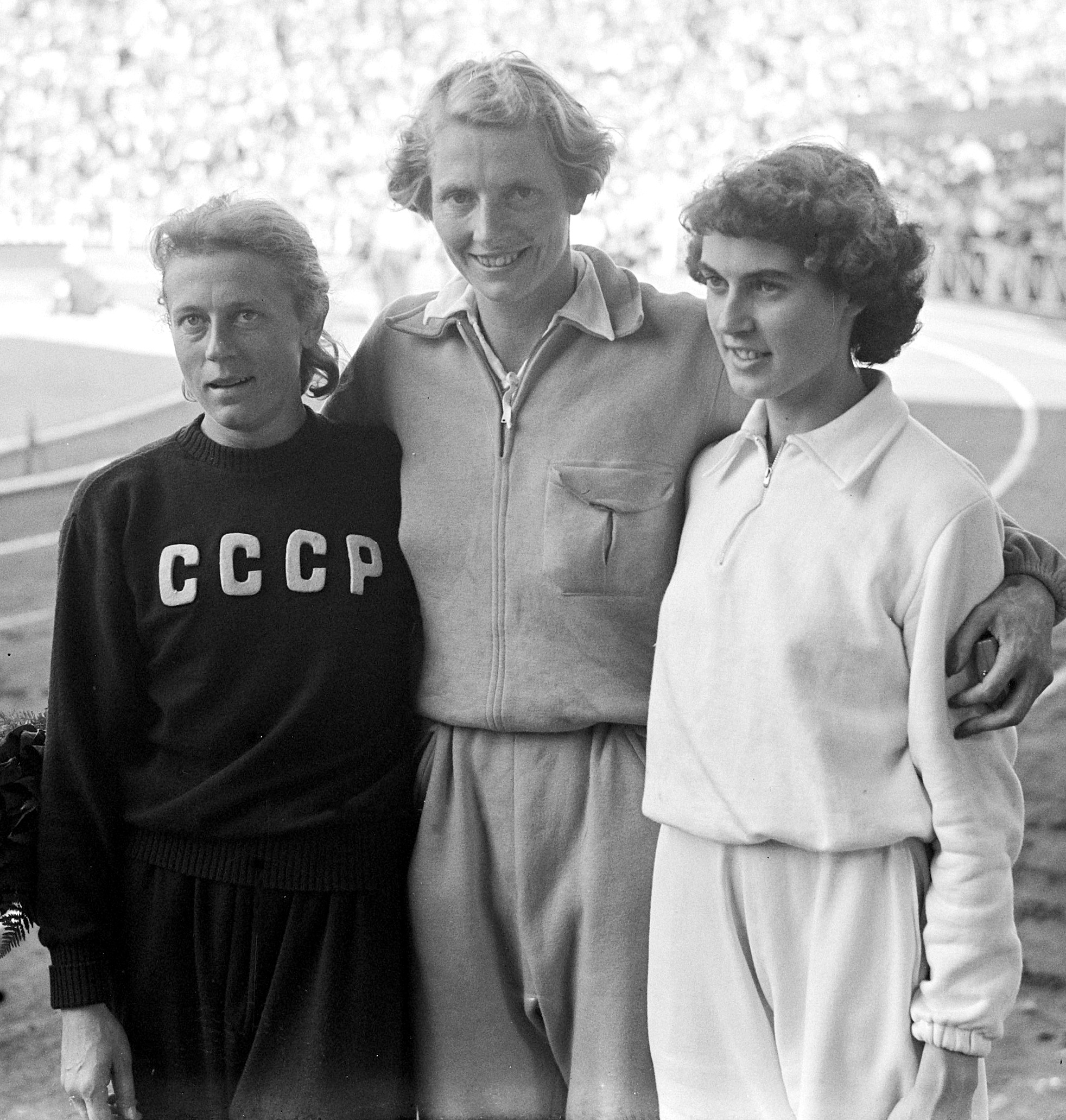
Jewgenija Setschenowa (links) – ausgeschieden als Fünfte des ersten Halbfinals

| Platz | Name                  | Nation                | Offizielle Zeit handgestoppt | Inoffizielle Zeit elektronisch |
| ----- | --------------------- | --------------------- | ---------------------------- | ------------------------------ |
| 1     | Marjorie Jackson      | Australien            | 23,4 s WR                    | 23,59 s                        |
| 2     | Bertha Brouwer        | Niederlande           | 24,3 s000                    | 24,41 s                        |
| 3     | Daphne Hasenjager     | Südafrikanische Union | 24,4 s000                    | 24,60 s                        |
| 4     | Sylvia Cheeseman      | Großbritannien        | 24,7 s000                    | 24,97 s                        |
| 5     | Jewgenija Setschenowa | Sowjetunion           | 25,2 s000                    | 25,32 s                        |
| 6     | Luella Law            | Kanada                | 25,3 s000                    | 25,63 s                        |
| 7     | Ursula Knab           | BR Deutschland        | 25,5 s000                    | 25,76 s                        |

### Lauf 2

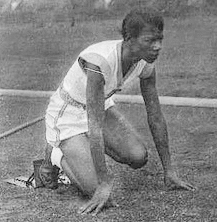
Catherine Hardy – ausgeschieden als Vierte des zweiten Halbfinals

| Platz | Name                | Nation         | Offizielle Zeit handgestoppt | Inoffizielle Zeit elektronisch |
| ----- | ------------------- | -------------- | ---------------------------- | ------------------------------ |
| 1     | Nadeschda Chnykina  | Sowjetunion    | 24,1 s                       | 24,16 s                        |
| 2     | Winsome Cripps      | Australien     | 24,3 s                       | 24,47 s                        |
| 3     | Helga Klein         | BR Deutschland | 24,4 s                       | 24,65 s                        |
| 4     | Catherine Hardy     | USA            | 24,7 s                       | 24,93 s                        |
| 5     | Eleanor McKenzie    | Kanada         | 25,1 s                       | 25,30 s                        |
| 6     | Eulalia Szwajkowska | Polen          | 25,2 s                       | 25,45 s                        |
| 7     | Marcelle Gabarrus   | Frankreich     | 25,3 s                       | 25,46 s                        |

## Finale

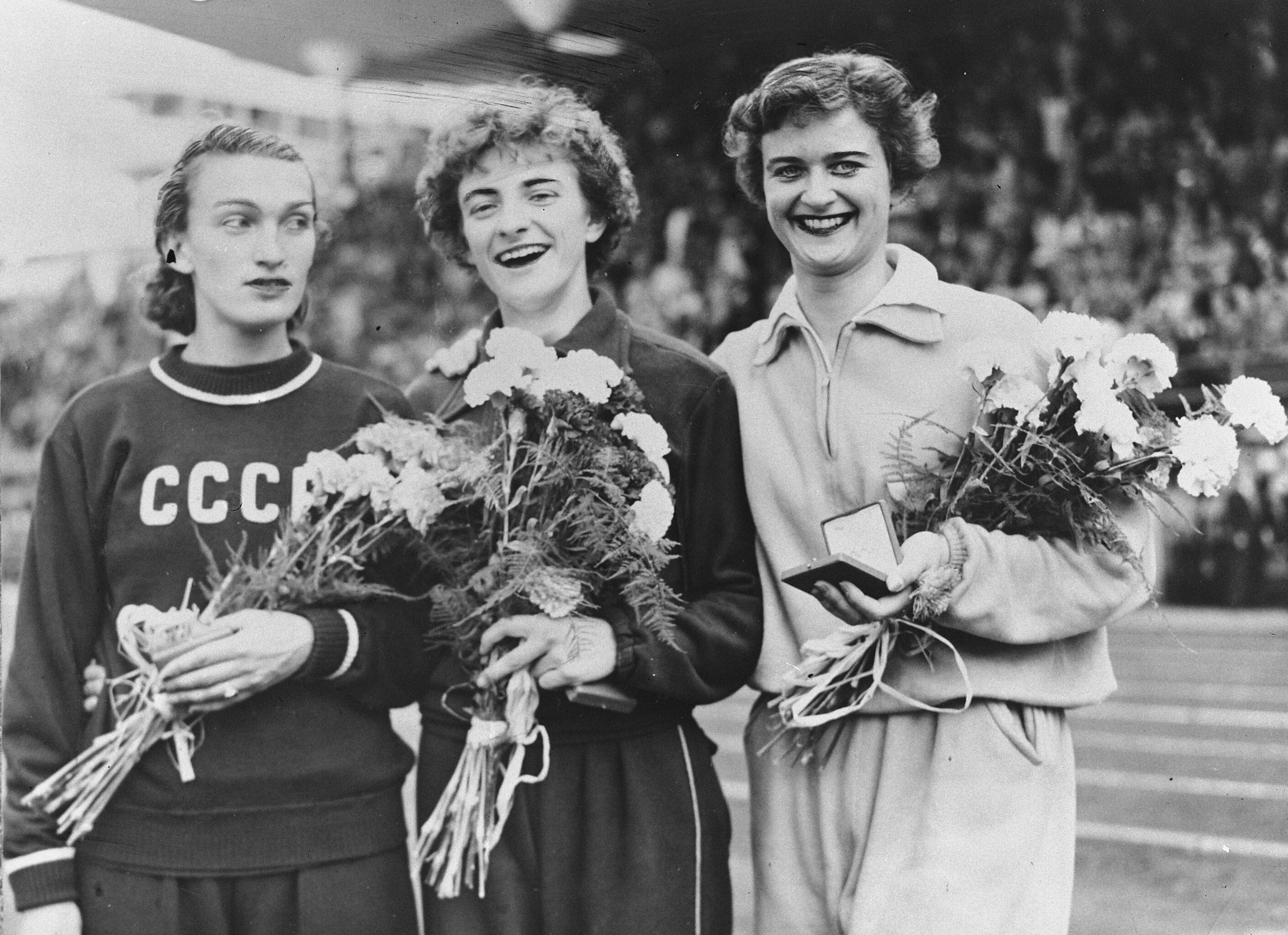
Die Medaillengewinnerinnen (v. l. n. r.): Nadeschda Chnykina, Marjorie Jackson, Bertha Brower

Datum: 26. Juli 1952, 17:40 Uhr
| Platz | Name               | Nation                | Offizielle Zeit handgestoppt | Inoffizielle Zeit elektronisch |
| ----- | ------------------ | --------------------- | ---------------------------- | ------------------------------ |
| 1     | Marjorie Jackson   | Australien            | 23,7 s                       | 23,89 s                        |
| 2     | Bertha Brouwer     | Niederlande           | 24,2 s                       | 24,25 s                        |
| 3     | Nadeschda Chnykina | Sowjetunion           | 24,2 s                       | 24,37 s                        |
| 4     | Winsome Cripps     | Australien            | 24,2 s                       | 24,40 s                        |
| 5     | Helga Klein        | BR Deutschland        | 24,6 s                       | 24,72 s                        |
| 6     | Daphne Hasenjager  | Südafrikanische Union | 24,6 s                       | 24,72 s                        |

Die Olympiasiegerin von 1948 Fanny Blankers-Koen, zugleich amtierende Europameisterin und Weltrekordhalterin, hatte den Wettkampf krankheitsbedingt abgesagt. Die Australierin Marjorie Jackson war nach ihrem überlegenen Auftreten über 100 Meter auch hier die klare Favoritin auf den Olympiasieg.
In der Vorrunde stellte Jackson den Weltrekord ein und verbesserte ihn im Halbfinale um zwei Zehntelsekunden auf 23,4 s. Im Finale dominierte sie das Rennen von Beginn an und gewann mit knapp vier Metern Vorsprung. Die Silbermedaille holte sich die Niederländerin Bertha Brouwer vor der nach offizieller Handstoppung zeitgleichen Nadeschda Chnykina aus der UdSSR.

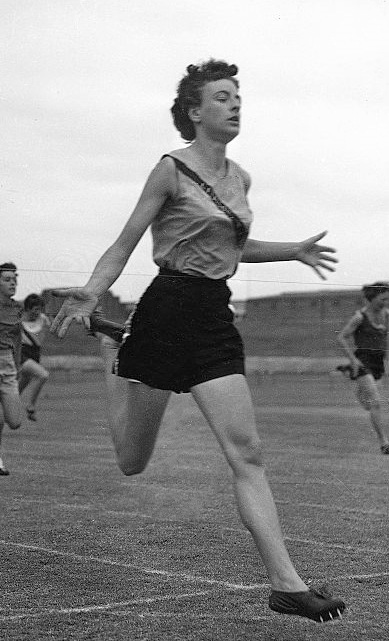
Olympiasiegerin Marjorie Jackson
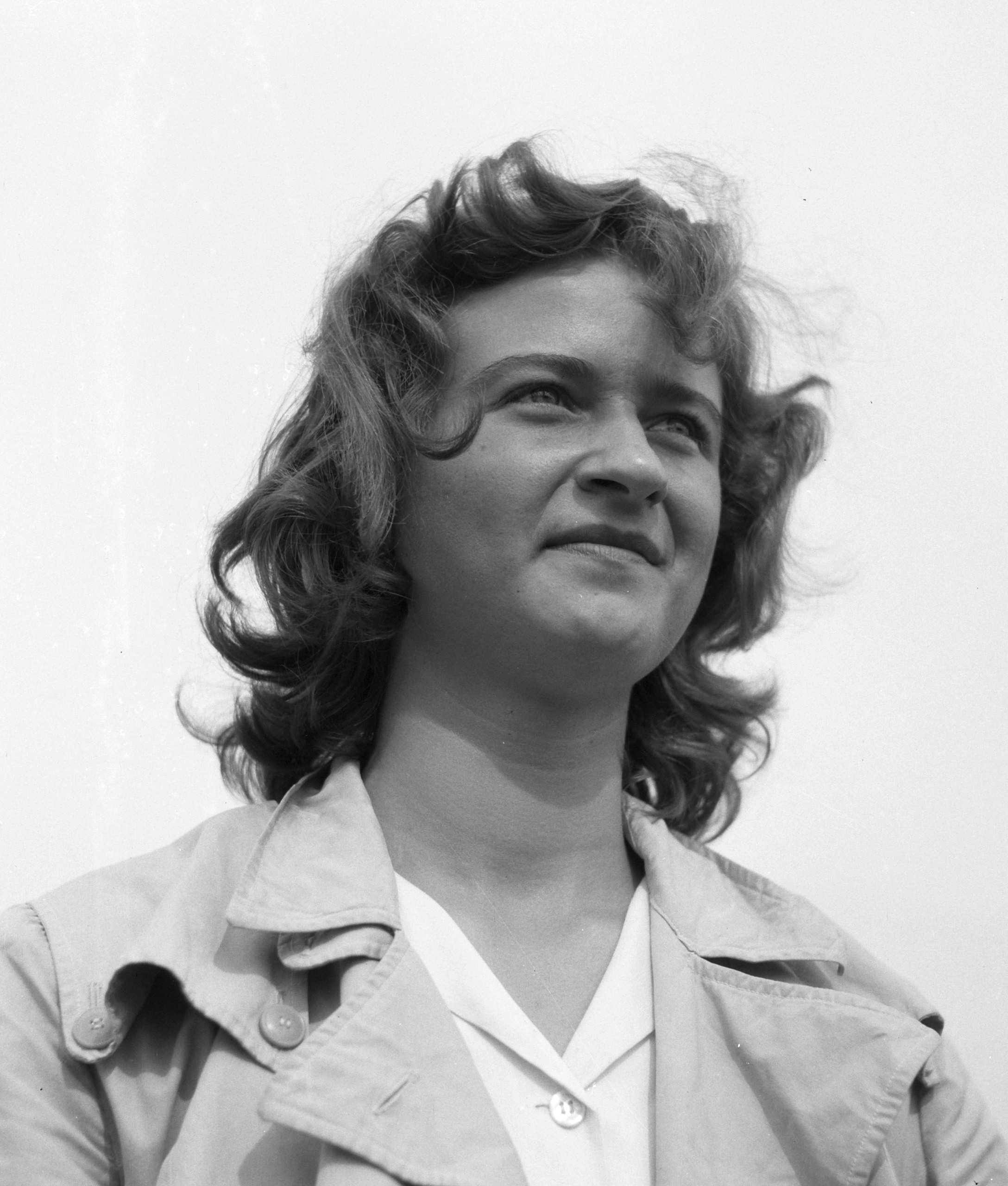
Silbermedaillengewinnerin Bertha Brouwer

## Videolinks
- Marjorie Jackson Wins 100m - Australia's First Athletics Gold | Helsinki 1952 Olympics, youtube.com, abgerufen am 10. August 2021
- Marjorie Jackson - "The Lithgow Flash", Bereich 2:08 min bis 2:57 min, youtube.com, abgerufen am 29. September 2017